# ۸۱۴ (میلادی)
۸۱۴ (میلادی) هشتصد  و چهاردهمین سال تقویم میلادی است.

## درگذشتگان
‎